# Chemositia
Chemositia — вимерлий рід халікотерів, групи травоїдних непарнопалих ссавців. Вони жили в Африці та мали кігті, які, ймовірно, використовувалися подібно до гачка, щоб зривати гілки, що свідчить про те, що вони жили як двоногі браузери.
Багато експертів не вважають, що Chemositia є дійсним родом, і синонімізують його з Ancylotherium або Metaschizotherium.